# Пётр II (правитель Молдавского княжества)
Пётр II (рум. Petru al III-lea; умер 1452) — господарь Молдавского княжества с 13 июля по 15 сентября 1447 и c 23 февраля 1448 по 23 марта (?) 1449 года.

## Биография
Сын Александра Доброго и Марины, брат Ильи I и Штефана II.
Был женат на сестре Янку Хунедоары.
Стал господарём при венгерской поддержке.
Во время его правления венгры заняли Килию.